# Athena Farrokhzad
Athena Farrokhzad (Teheran, 23 d'agost de 1983) és una poetessa, dramaturga, traductora i crítica literària sueca. Farrokhzad va néixer a Teheran, i va créixer en les àrees de Hammarkullen i Askim de Göteborg. Ara viu a Bagarmossen, un suburbi d'Estocolm. És professora del programa d'escriptura l'escola popular Nordens de l'illa de Biskops-Arno, al llac Mälaren.
El 2013 Farrokhzad va publicar un poemari titulat Vitsvit amb Albert Bonniers Förlag. El mateix any, es va publicar la seva traducció al suec de l'obra de la poeta romanesa Svetlana Cârstean, i va fer el seu debut com a dramaturga amb Päron, que va ser representat per la secció juvenil d'Östgötateatern (el teatre del comtat d'Östergötland), sota la direcció de Kajsa Isakson.
Farrokhzad ha publicat dues antologies de poesia, Manualen amb Tova Gerrge i Ett tunt underlag amb el grup poètic G=T=B=R=G, ambdues el 2009. Va editar l'antologia de poesia queer Omslag amb Linn Hansen i ha organitzat esdeveniments literaris com Queerlitt, Demafor i actes amb motiu del Dia Mundial de la Poesia. També és crítica literària pel diari Aftonbladet.

## Presentadora de Sommar
Farrokhzad va presentar el programa Sommar de Sveriges Radio P1 el 21 de juliol de 2014. El seu programa va produir fortes reaccions dels oients. El diputat Gunnar Axén del Partit Moderat va opinar que reproduir la cançó "Beväpna er" ("Arma't", literalment) de la formació punk Ebba Grön era inadequat i va afirmar que havia desconnectat la seva televisió per no haver de pagar la taxa de llicència. La taxa de llicència, que han de pagar totes les llars amb un televisor, s'utilitza per finançar no només la televisió, sinó també la ràdio pública. Altres van reaccionar de manera més positiva, incloent-hi el cantant Joakim Thåström, líder dels Ebba Grön, i alguns periodistes i oients. La Comissió de Radiodifusió de Suècia a data de juliol de 2014 havia rebut 70 queixes en relació amb el programa de Farrokhzad, el rècord de queixes rebudes per qualsevol conductor del programa.Sveriges Television no la va incloure en el debat televisiu Sommarpratarna, però els realitzadors del programes van negar que es quedés fora per la controvèrsia al voltant del seu programa de ràdio.

## Premis i reconeixements
Vitsvit va ser nominada al premi August de 2013 en la categoria de literatura, al premi de debut de Borås Tidning, i al premi Catapulta de la Unió d'Escriptors de Suècia. El 2013 Farrokhzad va ser la guanyadora ex aequo del premi literari Karin Boye, i el 2014 va guanyar el Gran Premi dels Lectors.